# Novara
Novara (Noara în dialectul piemontez sau Nuara în dialectul lombard) este un oraș italian de 105.574 de locuitori, reședință a provinciei omonime în regiunea Piemont. Este al doilea oraș al regiunii ca populație (după Torino) și este situat la intersecția a două mari căi comerciale,  una care leagă Milano de Torino, iar cealaltă care leagă portul din Genova de Elveția.
Simbolul orașului este cupola bazilicii San Gaudenzio, înaltă de 121 m.
Novara se află la o distanță de 49 km de Milano, 95 km de Torino și 35 km de Lago Maggiore.

## Clima
Novara are o climă temperată, cu ierni reci (media 1,55 ˚C în ianuarie) și veri calde, sufocante (media 24,15 ˚C în iulie). Cantitatea de precipitații e mai mare decât în restul câmpiilor piemonteze (aproape 1000 mm pe an).

## Istorie
Există mai multe ipoteze privind originea numelui orașului. Una dintre cele mai vehiculate este cea care consideră numele format din cuvintele latine „nuova” (nou) și „ara” (altar), cu alte cuvinte „Altarul nou”. Este considerată mult mai verosimilă ipoteza care consideră numele original „Novara” derivat de la „Novalia”, care în epoca romană era un termen generic pentru noile pământuri colonizate, transformate în terenuri cultivabile.
Orașul a fost înființat în jurul anului 89 î.Hr. ca o colonie de drept latin, cu ocazia acordării cetățeniei latine triburilor celtice din Galia Transpadană. În epoca imperială Novaria era un important municipium și era situată pe drumul dintre Vercellae (Vercelli) și Mediolanum (Milano). Din timpul romanilor s-a menținut până în zilele noastre sistemul de străzi perpendiculare. După ce orașul a fost distrus în 386 d.Hr. de către Magnus Maximus, pentru vina de a fi pactizat cu rivalul său Valentinian al II-lea, a fost reconstruit de Teodosie I. Ulterior orașul a fost jefuit de Radagais (în 405) și de Attila (în 452). 
În timpul dominației Longobarde Novara, probabil mult decăzută, nu a fost sediul unui ducat. În timpul lui Carol al III-lea (“cel Gras”) ținutul devine un comitat. Orașul s-a dezvoltat devenind ulterior comună liberă. În 1110 este cucerită și distrusă de către Henric al V-lea, iar după aceea în 1167 făcea parte din Liga Lombardă. În perioada de la sfârșitul secolului XII și începutul secolului XIII Novara și-a asigurat controlul asupra unei bune părți din ținut, cu excepția enclavei episcopale Riviera San Giulio. La sfârșitul secolului XII a acceptat protecția din partea orașului Milano și a devenit în consecință domeniul familiei Visconti și apoi al familiei Sforza.
În 1706 Novara, care fusese deja cedată de o bună perioadă de către Filip Maria Visconti lui Amedeo al VIII-lea de Savoia, a fost ocupată de trupele casei de Savoia. Cu pacea de la Utrecht, orașul, împreună cu Milano, devine parte din imperiul Habsburgic. După ocupația din 1734 de către Carol Emanuel I, trece, în anul succesiv, sub dominația casei de Savoia. După campania din Italia a lui Napoleon Bonaparte Novara devine capitala departamentului Agogna, pentru a fi apoi din nou dată casei de Savoia  în 1814. Pe 8 aprilie 1821 Novara a fost teatrul unei bătălii în care trupele regulate sarde și austriace i-au învins pe liberalii constituționali piemontezi; în și mai teribila Bătălie de la Novara din 23 martie 1849, armata piemonteză a fost învinsă de austriecii mareșalului Radetzky; acest lucru a dus la abdicarea lui Carol Albert de Savoia și la ocuparea orașului de  către austrieci. Înfrângerea piemontezilor poate fi văzută ca începutul mișcării de Unificare a Italiei.

## Monumente și locuri de interes
Monumentul cel mai celebru din Novara este bazilica San Gaudenzio, construită la sfârșitul secolului XVI și începutul secolului XVII, a cărei caracteristică o constituie prezența imponentei cupole neoclasice, de formă ascuțită, înaltă de 121 de metri, proiectată de Alessandro Antonelli și adăugată la corpul bisericii în a doua jumătate a secolului XIX; este considerată de mulți ca fiind cupola construită din cărămizi cea mai înaltă din lume. 

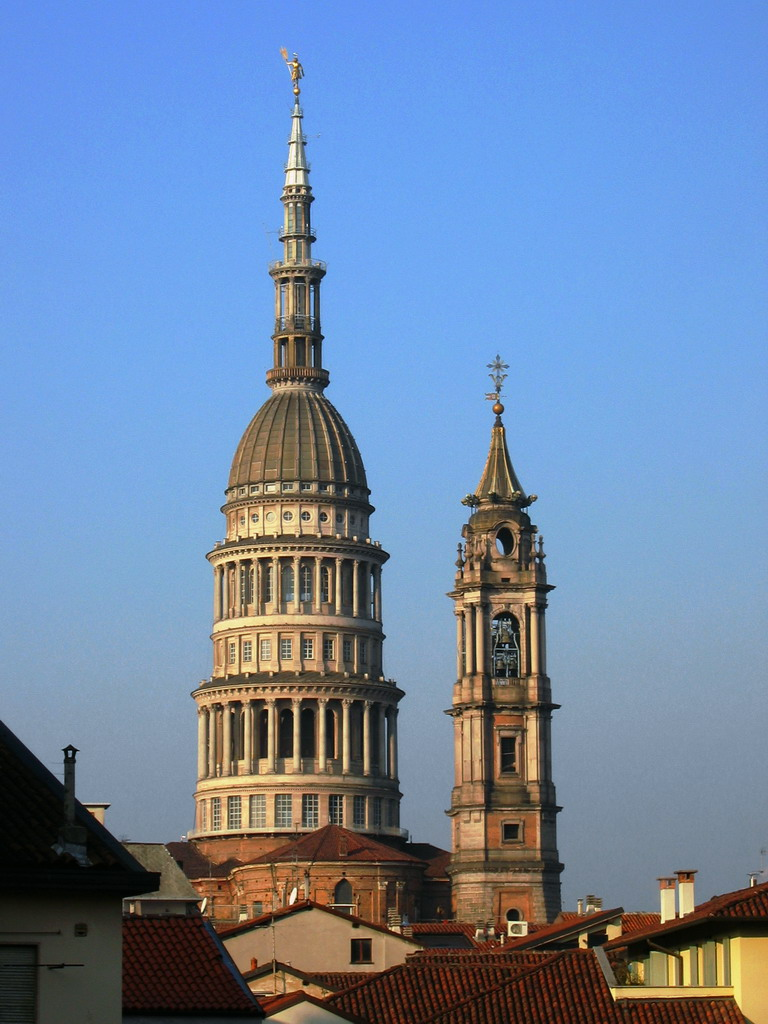
Novara - Cupola Bazilicii San Gaudenzio

În afară de cupolă prezintă un interes particular clopotnița lui Benedetto Alfieri (unchiul mult mai celebrului Vittorio Alfieri) și mai ales, în interiorul bisericii, foarte frumosul triptic de Gaudenzio Ferrari.

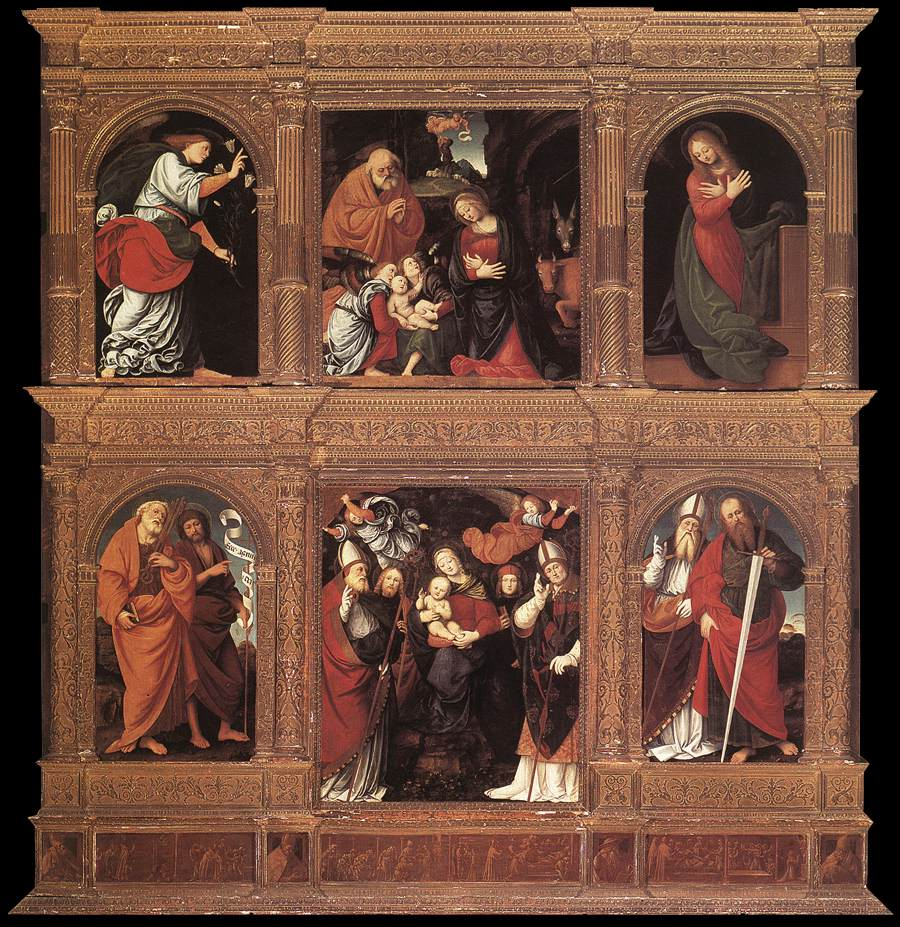
Gaudenzio Ferrari - Tripticul din Novara

## Demografie
Novara - evoluția demografică

|  | Graficele sunt indisponibile din cauza unor probleme tehnice. Mai multe informații se găsesc la Phabricator și la wiki-ul MediaWiki. |

Date: Recensăminte sau birourile de statistică - grafică realizată de Wikipedia

## Personalități născute aici
- Giovanni Battista Ricci (1537 – 1627), pictor.